# Маммиллярия Кармен
Маммиллярия Кармен (лат. Mammillaria carmenae) — кактус из рода Маммиллярия. Впервые вид описан в 1953 году, однако вскоре после описания он был забыт. В 1977 году повторно открыт Альфредом Лау.

## Описание
Стебель шаровидный, 4-10 см высотой, 3-4 см в диаметре, обычно одиночный, в культуре стебли формируют группы около 15 см шириной. Сосочки конические, без млечного сока.
Центральных колючек нет. Радиальных колючек более 100, они белые или бледно-жёлтые.
Цветки до 11 мм длиной и в диаметре, белые, розовые или бледно-розовые. Плоды 0,6 см длиной, зеленоватые.

## Распространение
Эндемик мексиканского штата Тамаулипас. Встречается на северной стороне каменистых оползней, в трещинах среди камней, на высоте 850—1900 м над уровнем моря.